# Тамбар
Тамба́р (рос. Тамбар) — село у складі Тісульського округу Кемеровської області, Росія.

## Населення
Населення — 1077 осіб (2010; 1205 у 2002).
Національний склад (станом на 2002 рік):
- росіяни — 95 %